# سمك أعماق البحار

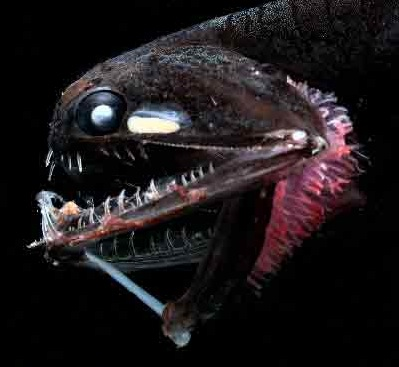
Photostomias guernei:أحد أسماك أعماق البحار له أعضاء خلف عينيه تصدر ضوءا.

سمك أعماق البحار سمك أعماق البحار هو نوع السمك الذي يعيش أعماق البحار بعيدا عن وصول أشعة الشمس، ومن الأمثلة عليه السمك المضيء(flashlight fish) و شوكيات الجوف.
يعد أعماق البحار أيضًا بيئة معادية للغاية، حيث نادرًا ما تتجاوز درجات الحرارة 3 درجات مئوية (37 درجة فهرنهايت) وتنخفض إلى -1.8 درجة مئوية (29 درجة فهرنهايت) (باستثناء النظم البيئية للفتحات الحرارية المائية التي يمكن أن تتجاوز 350 درجة مئوية). درجة مئوية، أو 662 درجة فهرنهايت)، وانخفاض مستويات الأكسجين، والضغوط بين 20 و1000 ضغط جوي (بين 2 و100 ميجاباسكال).
أكبر عمق تم رصد سمكة فيه على الإطلاق هو 8336 مترًا. عند هذا العمق، تم رصد سمكة واحدة من عائلة القرصية (Liparidae) في سبتمبر 2022 في خندق بونين (أيضًا خندق إيزو-أوجاساوارا) جنوب اليابان. . وهذا أعمق بـ 148 مترًا من آخر مشاهدة سابقة لعينة من هذا الجنس في خندق ماريانا في أغسطس 2017. وهذا يعني أن العينة المرصودة تتجاوز الحد الأقصى المفترض سابقًا لعمق البقاء الذي يمكن تحقيقه وهو 8200 مترًا للأسماك بمقدار 136 مترًا .

## البيئة
يتميز عمق البحر بالعدوانية والشراسة والظلام الحالك . كما أن الضغط فيه مرتفع جدا (بين 2 إلى 100 ميجا باسكال (يصل الضغط تحت عمق 500 متر إلى نحو 50 ضغط جوي) ، ودرجة الحرارة شديدة الانخفاض (3 إلى 10 درجة مئوية) . وتقل نسبة الأكسجين في تلك الأعماق مما يجعل معظم الأسماك التي تعيش في هذه البيئات الشرسة غير قادرة على العيش في المختبرات المعتادة، لذلك لا يعرف عنها العلماء الكثير.

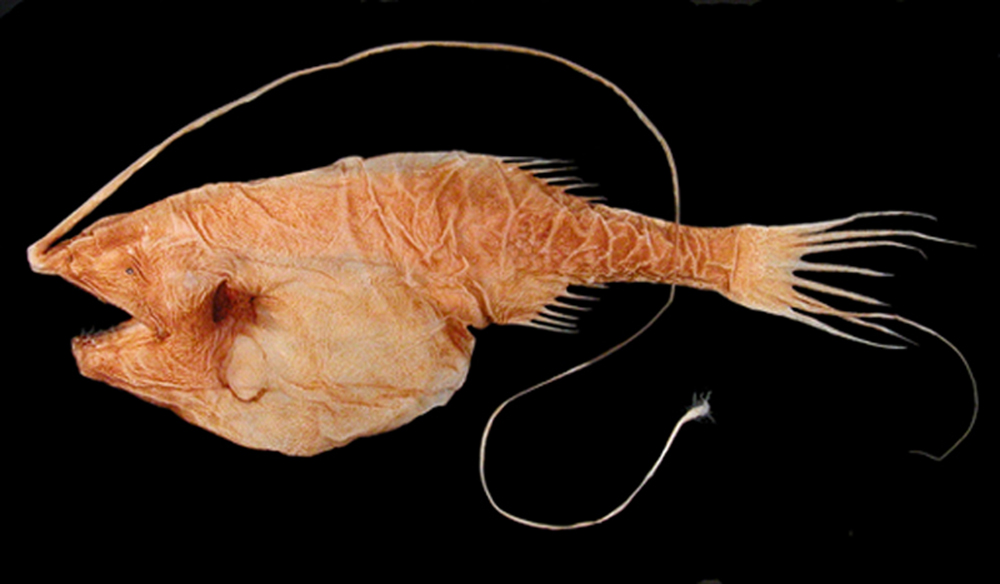

## الخصائص

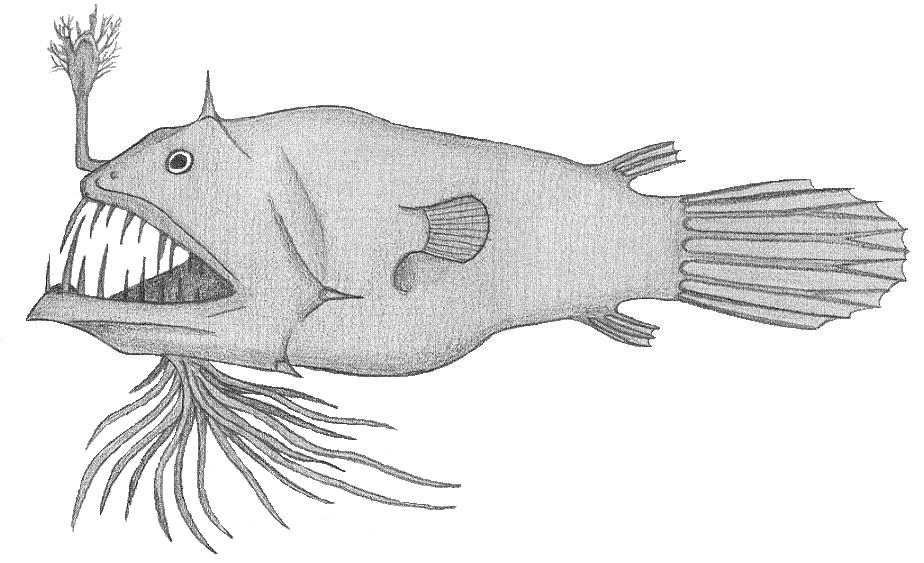
Linophryne polypogon

إن سمك أعماق البحار يعيش في مناطق شديدة الظلام، وبالتالي فإنه لا يستطيع أن يعتمد على بصره فقط لاصطياد الفرائس. بعض هذه الأسماك يملك عيونا كبيرة للغاية تتأقلم مع الظلام، بعضها الآخر يمتلك أعضاء استشعار طويلة لتساعدها على تحديد موقع الفريسة أو لاجتذاب الأزواج في الظلام الشديد. وبعضها لديها عضو يتدلى من وجهها يشبه صنارة الصيد، وفي نهايته قطعة من الجلد تتلوى وتتموج (كالدودة) لاجتذاب فريستها.

## معرض صور

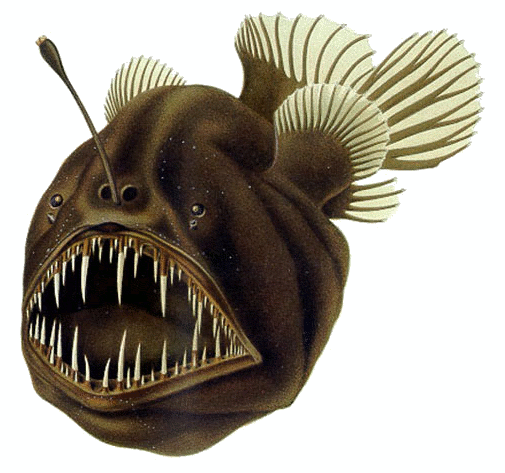
Humpback anglerfish
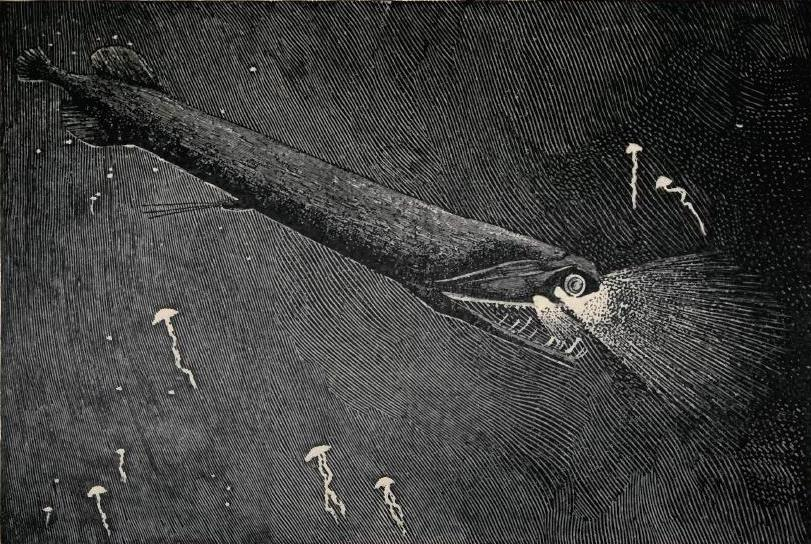
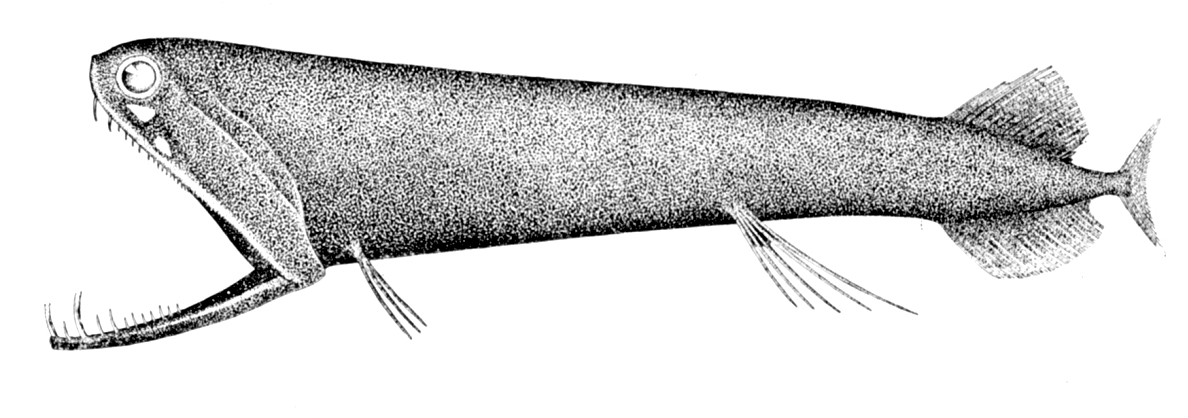
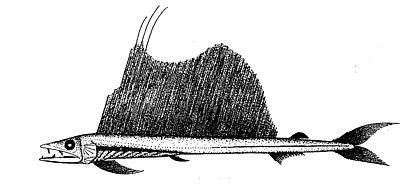
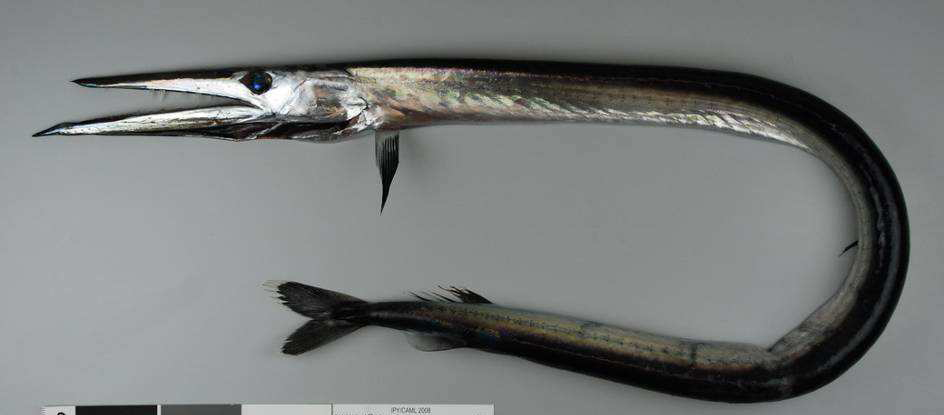

## اقرأ أيضا
- قنديل أعماق البحار
- بربوط أعماق البحار
- أبو الشص
- زنبق البحر